# Municipio de Laurel (Indiana)
El municipio de Laurel (en inglés: Laurel Township) es un municipio ubicado en el condado de Franklin en el estado estadounidense de Indiana. En el año 2010 tenía una población de 1634 habitantes y una densidad poblacional de 19,88 personas por km².

## Geografía
El municipio de Laurel se encuentra ubicado en las coordenadas 39°28′52″N 85°10′17″O / 39.48111, -85.17139. Según la Oficina del Censo de los Estados Unidos, el municipio tiene una superficie total de 82.2 km², de la cual 81,59 km² corresponden a tierra firme y (0,74 %) 0,61 km² es agua.

## Demografía
Según el censo de 2010, había 1634 personas residiendo en el municipio de Laurel. La densidad de población era de 19,88 hab./km². De los 1634 habitantes, el municipio de Laurel estaba compuesto por el 98,41 % blancos, el 0,12 % eran afroamericanos, el 0,37 % eran amerindios, el 0,49 % eran de otras razas y el 0,61 % eran de una mezcla de razas. Del total de la población el 1,29 % eran hispanos o latinos de cualquier raza.